# Bergfex.at
Bergfex.at ist eine österreichische Internetplattform für Bergtourismus wie Wandern, Radtouren sowie Bergsteigen und Alpinsport und die größte Europas. Dabei ist das Unternehmen auch Anbieter entsprechender digitaler Routenplanung.

## Geschichte

### Ab dem Jahr 1999
Die Website wurde 1999 von den Grazern Oliver Jusinger, Andreas Koßmeier, Andreas Reinhofer, und Markus Kümmel gegründet. Es war die erste Webseite Österreichs, die sich auf heimischen Wintersport konzentrierte, aus dem Anlass, einheitliche Schneedaten verschiedener Wintersportregionen verfügbar zu haben. Dazu wurden Schigebiete in vergleichbarer knapper Form dargestellt. Programmiert wurde die Seite von den Gründern selbst. Das Projekt erwarb sich sowohl bei Alpinschi- und Snowboard-Interessierten als auch bei den Schigebietsbetreibern, bei denen um die Daten angefragt wurde, schnell einen guten Ruf.
Schon im Folgejahr wurden auch Schweizer und italienische Skigebiete mitaufgenommen, bald darauf auch deutsche. Sukzessive wurde das Angebot auch um Langlaufinformationen erweitert, und dann auch auf Sommertourismus und Wandern wie auch Mountainbiken erweitert – auch dahingehend in Vorreiterrolle, andere Bergsport-Webplattformen konzentrierten sich zu der Zeit eher auf Bergsteigerisches und Klettern. In Folge wurde der gesamte Alpenraum erfasst, also auch Slowenien und Frankreich, und das Angebot auch in anderen Sprachen angeboten. 2007 waren 17 Sprachen verfügbar, der Anteil nicht-deutschsprachiger Leser lag bei 25 %.
2007 wurde dann auch eine Trägerfirma, die Bergfex GmbH gegründet. Zu der Zeit hatte sich der enge Kontakt mit den Betreibern zu einem Geschäftsmodell entwickeln, in dem der Fokus auf einer persönlichen Betreuung des Kundenstamms und dem Online-Marketing über sachliche Information anstatt auf reinen Werbeeinschaltungen beruhte. Die Mitarbeiter reisen in die Schigebiete und besuchen auch die Gastgewerbebetreiber, die auf bergfex.at eine Präsentation schalten. Dazu kommen Partnerschaften mit Zeitungen und anderen Medien, die auf die von bergfex recherchierten Daten zurückgreifen. Umgekehrt konnten nun auch Information wie detaillierte Wetterberichte zugekauft werden (Zentralanstalt für Meteorologie und Geodynamik, ZAMG). Neben den Beiträgen von Hotelbetreibern macht die Schaltung von Werbebannern und Hinweise auf Gewinnspiele der Kunden, auch im Bergfex-Newsletter, die Hälfte der Einnahmen aus, geringfügig gehört auch Handel in Form eines Online-Shops zum Erwerb (diverse Bergsportausrüstung).

### Seit dem Jahr 2010
Um 2010 waren alle Domains zusammen (bergfex.at, –.ch, –.de, –.com) schon das größte Urlaubsportal für Bergtourismus und -sport in Europa (53 Millionen Visits, 5,3 Millionen Besucher Jänner 2010). 2013 beispielsweise war die Webseite bergfex.at mit über 10 Millionen Visits und 70 Millionen Pageviews im Jänner eine der drei meistbesuchten Websites Österreichs. Jänner 2014 hatte die Webseite über 1 Mio. Besucher (Unique Clients), Jänner 2015 knapp 120 Millionen Pageviews, 42 Prozent der Besucher kamen aus Deutschland, 25 Prozent aus Österreich, die anderen vornehmlich aus der Schweiz, den Niederlanden, Italien und Slowenien, zunehmend aber auch aus Süd- und Osteuropa und den USA.
Mit der App bergfex/Ski wurde das Portal um 2010 auf Mobiles ausgeweitet (iOS und Android, 250.000 Downloads 2015). Verfügbar ist weiterhin eine auf aktuellem Kartenmaterial basierende App für Skitourengeher und Bergwanderer.
Im Jahr 2020 stieg das Medienunternehmen Russmedia mit 60 % in die Bergfex GmbH ein.

## Angebot
Die Webseite stellt über 1700 Schigebiete aus zwölf europäischen Ländern (Österreich beispielsweise vollständig) und 525 Tourismusregionen aus sieben Staaten im Sommerbereich vor (Stand Ende Wintersaison 2014/15). Zu Informationen zur Destination als solche kommen Informationen zum Anlagenbetrieb, Beherbergungsbetrieben, Schnee- und Wetterberichte, aufwendig aufbereitetes Kartenmaterial, Links auf Webcams und andere zeitnahe ausflugs- und urlaubsrelevante Informationen. Dazu kommen zahlreiche Tourenbeschreibungen durchwegs leichterer Wanderungen und Radrouten, vom Familienspaziergang bis zu Gipfeltouren, und auch zu Sehenswürdigkeiten der Gegend.
Das Portal wird in 18 Sprachen geführt (2015). Neben bergfex.at sind auch Domains wie bergfex.ch, bergfex.de, bergfex.it, bergfex.fr usf., sowie bergfex.com registriert.